# Coptops robustipes
Coptops robustipes är en skalbaggsart som först beskrevs av Maurice Pic 1925.  Coptops robustipes ingår i släktet Coptops och familjen långhorningar.
Artens utbredningsområde är Laos. Inga underarter finns listade i Catalogue of Life.